# Iglesia de San Felipe y Santiago (Vilna)
La iglesia de San Felipe y Santiago (en lituano: Šv. apaštalų Pilypo ir Jokūbo bažnyčia; en polaco: Kościół św. Jakuba i Filipa) es un edificio religioso católico que localizado en la plaza Lukiškės de Vilna, Lituania.

## Historia
La primera iglesia de los dominicos, que ya habían construido la iglesia del Espíritu Santo en la ciudad, fue construida extramuros cerca de un cementerio en 1624, en honor a los santos apóstoles Santiago y Felipe, pero se quemó en 1655 durante la guerra ruso-polaca y fue reconstruida sólo para volver a arder en 1684. Los dominicos decidieron construir uno nuevo en piedra en 1690, cuya construcción continuó por etapas hasta 1737. La iglesia conserva entonces un icono milagroso de la Virgen, tomado por los polacos en Rusia. 
Cuando los franceses de la Grande Armée ocuparon Vilna, a partir de junio de 1812, instalaron un hospital y un almacén militar en el convento de los dominicos y ahuyentaron a los dominicos. La iglesia fue restaurada después de la campaña rusa y sirvió como iglesia para los funerales en el cementerio contiguo. 
Los Hermanos Predicadores se remontan a la época de entreguerras, cuando Wilno pasó a formar parte de la Segunda República Polaca. La iglesia fue cerrada por las autoridades de la República Socialista Soviética de Lituania en 1948 y transformada en un almacén de verduras y luego en un almacén para los decorados de la ópera de Vilna. 
Sólo la iglesia fue devuelta a los dominicos en 1992 y el convento aún alberga un hospital católico que ha tomado el nombre de hospital de Santiago. La iglesia depende de la Orden de los Frailes Predicadores, y las misas se celebran en polaco y lituano.

## Arquitectura
La fachada está decorada con nichos, en dos de los cuales se encuentra actualmente una antigua estatua de Santo Domingo, fundador de la Orden, y una estatua de madera de San Jacinto, el Apóstol del Norte. Está flanqueado por dos torres ligeramente cilíndricas, cada una rematada con una pequeña cúpula. El templo es famoso por la pintura de la Madre de Dios de Lukiškės.

## Galería

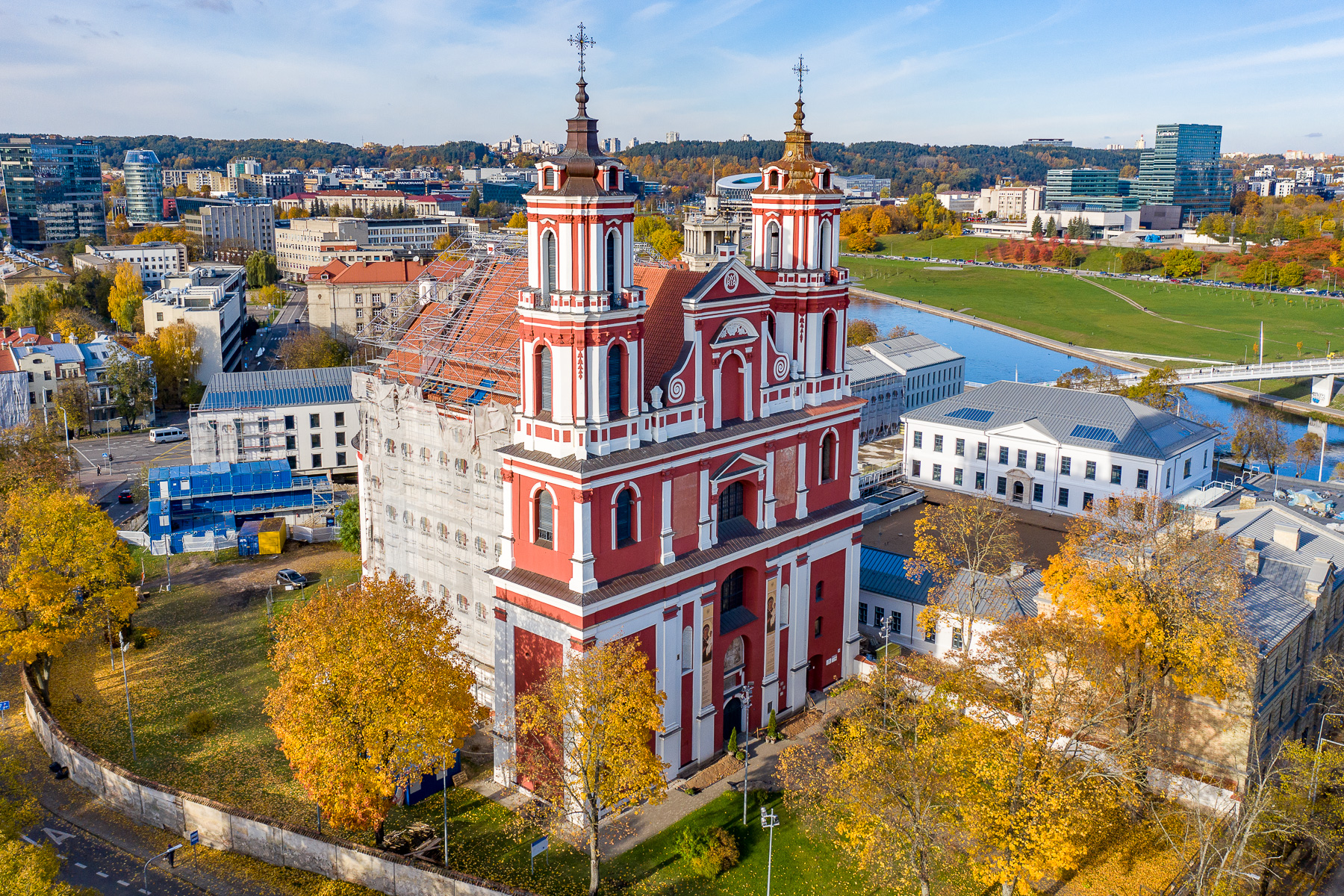
Vista aérea de la iglesia
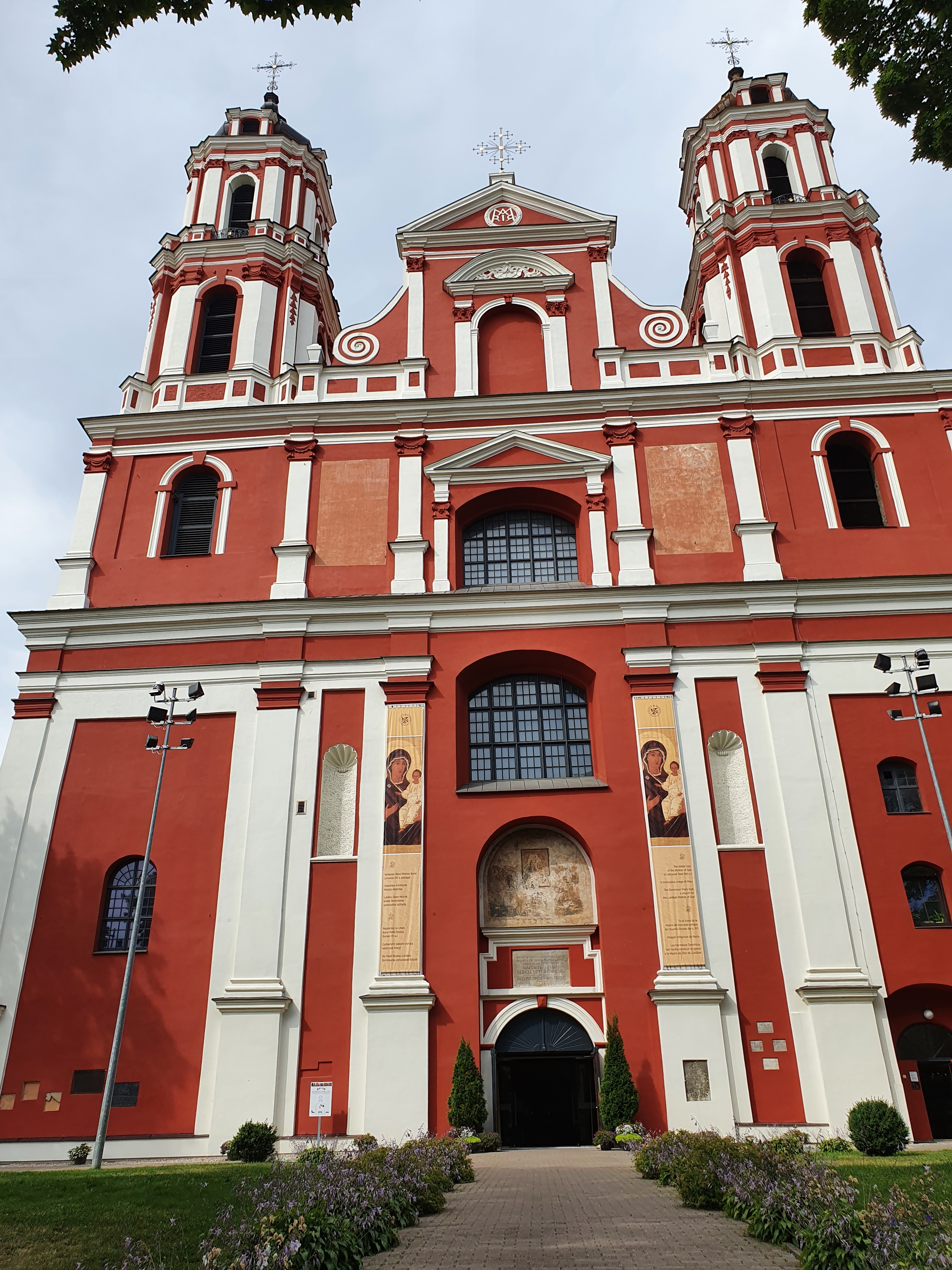
Fachada
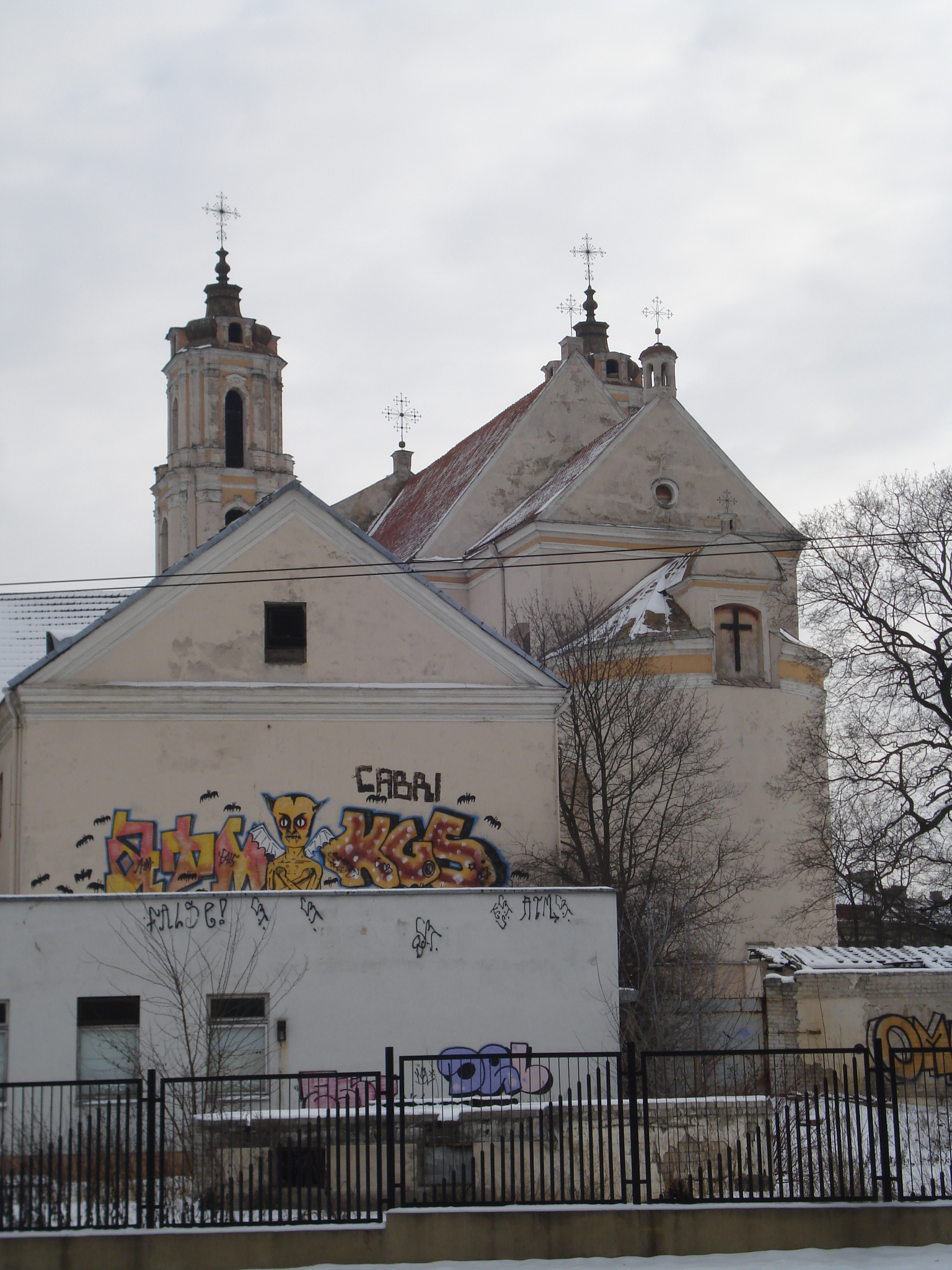
Parte trasera de la iglesia